# Klaudia Zotzmann-Koch
Klaudia Zotzmann-Koch (* 1978 in Niedersachsen) ist eine deutsche Schriftstellerin/Autorin, Podcasterin und Datenschutzaktivistin.

## Leben
Zotzmann besuchte bis 1998 das Goethegymnasium in Hildesheim und studierte anschließend in Hannover Philosophie, Anglistik (lit.) und evangelische Theologie mit dem Abschluss als Magister. Seit 2005 lebt und arbeitet sie in Wien. Im Hauptberuf war sie sechs Jahre als Projektmanagerin in der IT-Branche tätig. Seit 2016 ist sie Mitglied beim Chaos Computer Club und war Teil des Orga-Teams der PrivacyWeek des Chaos Computer Club Wien. 2018 sammelte sie NGO-Erfahrungen und arbeitete in einer Agentur für Unternehmensberatung im Bereich Datenschutz. Seit Mitte 2019 arbeitet sie hauptberuflich als Autorin und Vortragende.

## Werke

### Sachbücher
- Dann haben die halt meine Daten. Na und?! BoD, 2019

### Kriminalromane
- Mord & Nougat Crisp. BoD, 2019
- Mord & Kaffee schwarz. KSB-Media, 2015, Neuauflage bei BoD, 2019
- Mord & Schokolade. KSB-Media, 2014, Neuauflage bei BoD, 2019

### Anthologiebeiträge
- Ran[s/d]om Death, in: SMART LIES: Alles smart?, edition mono/monochrom, ISBN 978-3902796615
- Feierabend, in: Der Tag an dem ... ging, ISBN 978-1790906956
- Leer, in: Nix zu verlieren, Brighton Verlag, 2015, ISBN 978-3-95876-122-3
- Schlechte Karten, in: Auf der Sonnenseite des Schreibens, Edition Texte & Tee / BoD, ISBN 978-3-7347-5738-9